# Walisische Besiedlung Amerikas
Die Walisische Kolonisation Amerikas unterscheidet sich von den meisten anderen europäischen Kolonisierungen, indem sie nicht mit Unterstützung der Regierung, sondern vielmehr als individuelle Initiative unternommen wurde. Dieser Artikel diskutiert Anstrengungen, rein walisische Kolonien in Amerika zu gründen. Walisische Siedler kamen auch als Teil der britischen Kolonisierung Amerikas in die Neue Welt.

## Die Madoc-Legende
Eine im 16. Jahrhundert veröffentlichte Geschichte behauptet, der walisische Prinz Madoc sei 1170 der erste Europäer gewesen, der Amerika sah. Madoc war einer der Söhne von Owain Gwynedd, Prinz des Königreichs Gwynedd, der möglicherweise wegen Erbfolgestreitigkeiten zusammen mit einem Trupp Kolonisten aus seinem Land floh und nach Westen segelte. Er landete letztlich nahe dem Mississippi River und gründete eine Kolonie, die sich später mit den Indianern mischte. Im späten 16. Jahrhundert wurde die Legende von Schriftstellern wie John Dee verwendet, um englische Ansprüche auf Nordamerika geltend zu machen. Die Legende wurde im 18. Jahrhundert mit Geschichten über walisisch sprechende Indianer wiederbelebt, aber die meisten heutigen Gelehrten glauben nicht, dass sie auf Fakten beruht. (Siehe auch: Mandan)

## Nordamerika
Es gab umfangreiche walisische Auswanderungswellen in die USA und nach Kanada, aber nur wenige Versuche, rein walisische Kolonien zu gründen. Sir William Vaughan sandte 1617 walisische Kolonisten nach Renews (Neufundland), um eine ständige Kolonie zu gründen, die aber letztlich scheiterte. Vaughan unternahm weitere Versuche, eine Kolonie in Trepassey (Neufundland und Labrador) zu gründen, die er „Cambriol“ nannte, aber auch dies scheiterte letztlich.
Viele Quäker aus Wales emigrierten im 17. Jahrhundert nach Pennsylvania mit dem Versprechen William Penns, dass es ihnen erlaubt würde, dort eine walisische Kolonie zu gründen. Der „Welsh Tract“ sollte ein eigener County werden, dessen lokale Regierung die walisische Sprache verwenden sollte, weil die meisten dortigen Siedler kein Englisch sprachen. Das Versprechen wurde jedoch nicht gehalten und in den 1690er Jahren war das Land bereits in verschiedene Countys aufgeteilt und der „Welsh Tract“ erhielt nie eine Selbstverwaltung.
Ende des 18. Jahrhunderts wurde eine walisische Kolonie namens Cambria (Pennsylvania) von Morgan John Rys im heutigen Cambria County gegründet.
Später, zwischen 1856 und 1867 gab es einen Versuch von Samuel Roberts, eine walisische Kolonie in Brynffynnon (Tennessee) zu gründen. Gleichzeitig entwickelte Michael D. Jones Pläne, Kolonien in Wisconsin, Oregon und British Columbia zu gründen, diese wurde aber nie verwirklicht.

## Südamerika
1852 gründete Thomas Benbow Phillips aus Tregaron eine Siedlung mit ungefähr 100 Walisern im Staat Rio Grande do Sul in Brasilien. Viele derer Kolonisten zogen später in die erfolgreichere Kolonie in Patagonien um.
Die bekannteste walisische Kolonie, die Kolonie im Río-Chubut-Tal in Patagonien, bekannt als Y Wladfa Gymreig („Die walisische Kolonie“), wurde 1865 gegründet, als 153 walisische Siedler im heutigen Puerto Madryn anlandeten. Kurz zuvor hatten die Siedler mit Argentiniens Innenminister Guillermo Rawson die Vereinbarung erreicht, dass die Kolonie als einer der Staaten Argentiniens anerkannt würde, wenn seine Einwohnerzahl auf 20.000 gestiegen sei. Diese Verpflichtung wurde jedoch nie durch den argentinischen Kongress ratifiziert, aus Angst, die britische Regierung könnte die Anwesenheit der Siedler als Vorwand nutzen, Patagonien zu besetzen.